# ملیسا سو اندرسون
مِلیسا سو اَندِرسون (به انگلیسی: Melissa Sue Anderson) (زادهٔ ۲۶ سپتامبر ۱۹۶۲) هنرپیشه و صداپیشه اهل ایالات متحده آمریکا است.
از فیلم‌ها یا برنامه‌های تلویزیونی‌ای که او در آن نقش داشته‌است می‌توان به خانهٔ کوچک اشاره کرد.
ملیسا در سال ۱۹۹۰ با مایکل اسلون (Michael Sloan)، نویسنده و تهیه‌کنندهٔ تلویزیون، ازدواج کرد. آن‌ها دو فرزند به نام‌های پایپِر (Piper) (دختر، زادهٔ ۱۹۹۱) و گریفین (Griffin) (پسر، زادهٔ ۱۹۹۶) دارند. این خانوادهٔ چهارنفره در سال ۲۰۰۲ به مونترآل مهاجرت کرد و در سال ۲۰۰۷، در روز ملیِ کانادا به تابعیتِ آن کشور درآمد.